# Buddhism i Japan

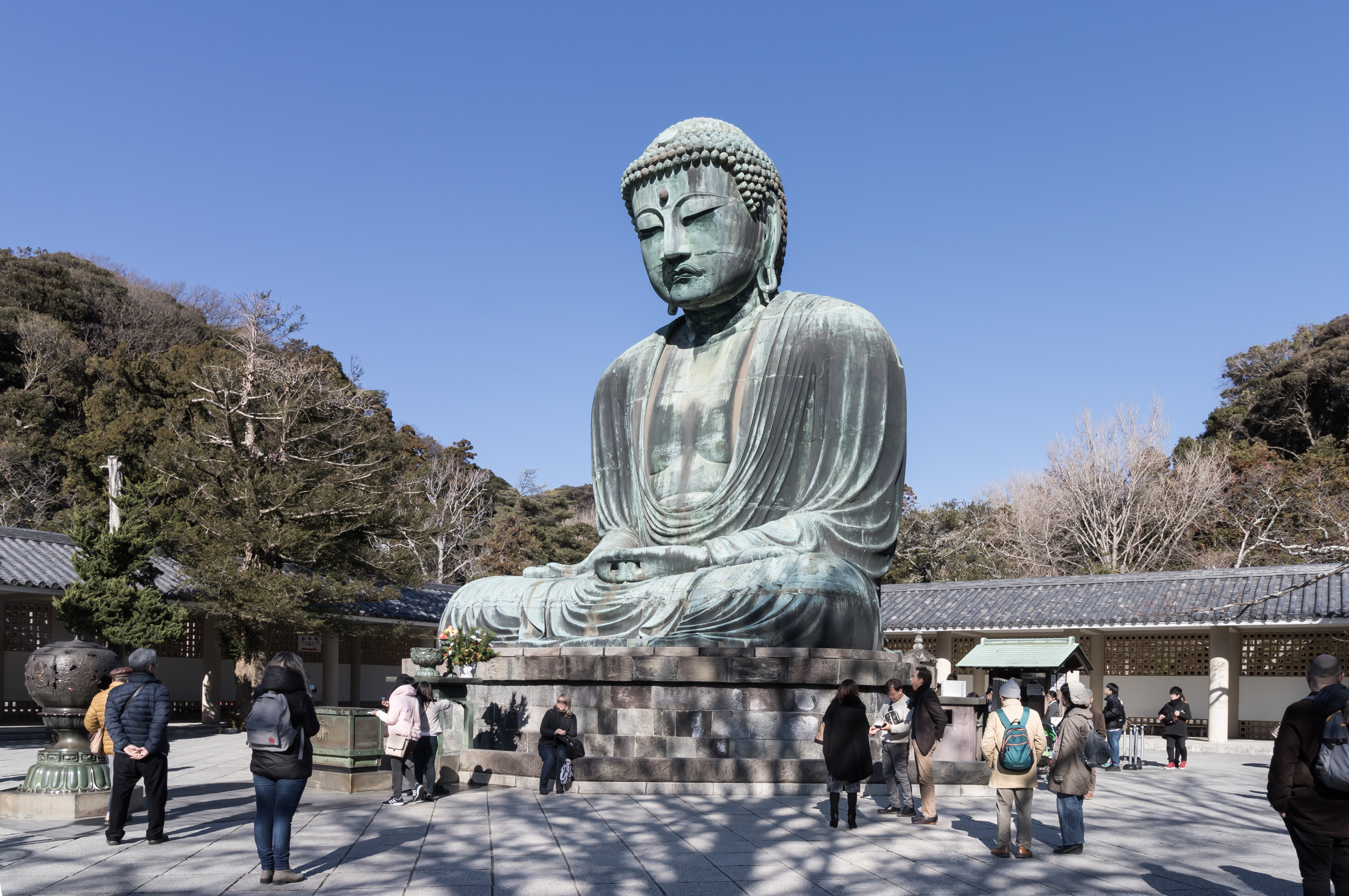
Kamakura Daibutsu statyn i Kōtoku-in.

Buddhism är en av Japans populäraste religioner. Den största riktningen är mahayana som i sin tur delas i andra olika sekter: nichiren, rena land-buddhism och zen.

## Historia
De första buddhisterna kom till Japan på 500-talet från Kina och Korea. Enligt berättelser kom en diplomatisk mission från Korea med buddhistiska målningar och texter. Sedan Nara-perioden (700-talet) uppstod några buddhistiska sekter som är populära ännu idag: zen, nichiren, tendai och shingon. Tokugawa-shogunatet tog buddhism under sina vingar och krävde att alla familjer skulle höra till ett lokalt buddhistiskt samfund. Under Meijirestaurationen blev shintoism statsreligion, och buddhisterna drabbades av förföljelser.. Många tempel ödelades och munkar tvingades att bli lekmän igen. Templen som inte förstördes blev familjeföretag.. Denna tid kallas för haibutsu kishaku.
Förföljelserna slutade officiellt efter andra världskriget då shintoism tappade sin status som statsreligion och Japans nya grundlag garanterade religionsfriheten i landet.

## Idag
Sedan 1980-talet har antal buddhister ökat. Buddhism påverkar också Japans politik för att regeringsparti Kōmeito har kopplingar till Soka Gakkai-buddhismen.
Buddhistiska templen har långt haft en typ av monopol på begravningsbranschen och dessa familjeföretag ärvas från far till son.
Det finns en del av högtider som alla buddhisterna i Japan firar oavsett sekt:
| Datum (i kursiv om varierar) | Högtid             | Namn på japanska                                               | Betydelse                           |
| ---------------------------- | ------------------ | -------------------------------------------------------------- | ----------------------------------- |
| 1 januari                    | Nyttår             | 元旦会, gantan-e eller 修正会, shushō-e                        |                                     |
| 15 februari                  | Nirvana-dag        | 涅槃会, nehan-e                                                | Buddhas död och övergång av nirvana |
| 21 mars                      | Vårdagjämningen    | お彼岸, ohigan eller 彼岸会, higan-e                           |                                     |
| 8 april                      | Buddhas födelsedag | 花祭り, hanamatsuri, 潅仏会, kanbutsu-e eller 仏生会, busshō-e | Möjligen den största högtiden       |
| juli-augusti                 | Obon               | お盆, obon eller 盂蘭盆会, urabon-e                            | Anfädernas minnesfest               |
| 21 september                 | Höstdagjämningen   | お彼岸, ohigan eller 彼岸会, higan-e                           |                                     |
| 8 december                   | Bodhi-dag          | 釈迦成道会, shaka-jōdō-e eller 成道会, jōdō-e                  | Buddhas upplysning                  |
| 31 december                  | Nyttår             | 除夜会, jōya-e eller 節分会, sechibun-e                        |                                     |

### Förhållande med shintoism
Enligt statistiken är 70,4 % av japaner shintoister och 69,8 % buddhister. De två religioner lever hand i hand och många identifierar sig som båda.. Det sägs att man i Japan föds som shintoist och dör som buddhist. Japaner besöker båda buddhistiska och shinto templen för att delta olika ritualer. De buddhistiska ritualer gäller mestadels döden och livet efter döden..